# Sunac
Sunac China Holdings Limited, ou Sunac (融 创 中国 控股 有限公司) est un important promoteur immobilier. Son siège est basé à Tianjin, en Chine. La société se concentre sur les développements immobiliers à grande échelle, de moyen à haut de gamme. Il ne se concentre pas seulement sur son marché domestique de Tianjin, mais exerce également des activités à Pékin, Chongqing, Wuxi et dans d'autres villes.
En juillet 2017, Sunac a conclu un accord de 9,3 milliards de dollars pour acheter les projets touristiques et les hôtels de Dalian Wanda, formant ainsi la deuxième plus grande transaction immobilière jamais réalisée en Chine.

## Histoire
Sunac a été fondée en 2003 à Tianjin par Sun Hongbin, auparavant fondateur, président et PDG de Sunco Group. La société est anciennement connue sous le nom de Sunco Property (順馳地產). Elle a été cotée à la bourse de Hong Kong le 7 octobre 2010 avec un prix d'introduction en bourse de 3,48 $ HK par action.
En juillet 2017, Sunac annonce l'acquisition de 9,3 milliards d'actifs, comprenant 76 hôtels, à Wanda Group.
La société a également acquis une participation dans le service de streaming chinois le.com en 2017.
Le 31 octobre 2018, le Dalian Wanda, qui voulait être le Walt Disney chinois, vend ses 13 parcs de loisirs au groupe Sunac pour 900 millions d'USD,.
En mars 2020, la société a déclaré des bénéfices de 3,7 milliards de dollars en 2019, soit une augmentation de 57% par rapport à l'année précédente.

## Parcs de loisirs gérés par Sunac
Le groupe gère 14 parcs de loisirs :
- Chongqing Sunac Land, ouvert à Chongqing en août 2020.
- Guangzhou Sunac Land, ouvert à Guangzhou le 15 juin 2019.
- Harbin Sunac Land, ouvert à Harbin en juin 2017.
- Hefei Sunac Land, ouvert à Hefei le 24 septembre 2016.
- Jinan Sunac Land, ouverture prévue à Jinan en 2021.
- Nanchang Sunac Land, ouvert à Nanchang le 28 mai 2009.
- Nanning Wanda Theme Park, ouvert à Nanning en 2017.
- Qingdao Sunac Land	Huangdao, ouvert à Qingdao en 2018.
- Shanghai Wanda Autopark, ouvert à Shanghai en 2019.
- Sunac Land Chengdu, ouvert à Chengdu le 19 septembre 2020.
- Wanda Children's Park, ouvert à Wuhan.
- Wanda Theme Park, ouvert à Qixia le 1er juin 2018.
- Wuxi Sunac Land, ouvert à Wuxi le 29 juin 2019.
- Xishuangbanna Sunac Land, ouvert à Jinghong le 26 septembre 2015.